# Miłocin (gmina)
Miłocin (do 1947 Miła Góra) – dawna gmina wiejska istniejąca w latach 1945–1954 w woj. gdańskim (dzisiejsze woj. pomorskie).  Nazwa gminy pochodzi od wsi Miłocin (pocz. Miła Góra), lecz siedzibą władz gminy były Wielkie Cedry (obecny szyk to Cedry Wielkie).
Gmina Miła Góra powstała po II wojnie światowej (1945) w części byłego Wolnego Miasta Gdańsk, w której utworzono powiat gdański (ziemie te wchodziły w skład tzw. IV okręgu administracyjnego – Mazurskiego). 7 kwietnia 1945 gmina – wraz z pozostałym obszarem byłego Wolnego Miasta Gdańsk – weszła w skład nowo utworzonego woj. gdańskiego. Z końcem 1947 roku nazwę zmieniono na Miłocin.
Według stanu z 1 lipca 1952 gmina składała się z 14 gromad: Błotnik, Bystra, Cedry Małe, Cedry Wielkie, Cedrowskie Pola, Kiezmark, Krępiec, Leszkowy, Lędowo, Miłocin, Mokry Dwór, Stanisławowo, Trutnowy i Wocławy. Gmina została zniesiona 29 września 1954 wraz z reformą wprowadzającą gromady w miejsce gmin. Jednostki nie przywrócono 1 stycznia 1973 wraz z kolejną reformą reaktywującą gminy.